# Парфений II (патриарх Александрийский)
Патриа́рх Парфе́ний II Панко́стас (греч. Πατριάρχης Παρθένιος Β΄ Παγκώστας; ок. 1735, Патмос — 9 сентября 1805, Родос) — Патриарх Александрийский.

## Биография
Родом с острова Патмоса. Был протосинкеллом Константинопольской патриархии.
Воспользовавшись походом турецких войск под командованием Джезар-Хасан-паши против мамлюков и сложным политическим положением в Египте, Константинопольский Патриарх Прокопий добился избрания протосинкелла Парфения Патриархом Александрийским. Избрание произошло 13 сентября 1788 года.
В этот период Александрийская православная церковь была бедна и немногочисленна. Так, православных христиан в Александрии в конце XVIII века едва насчитывалось 200 семей. Чума 1791 года сократила и без того немногочисленную паству
Занимался реставрированием древнего монастыря Святого Георгия в Старом Каире и реорганизацией Патриарший библиотеки.
Летом 1798 года в Египет вторглась французская армия во главе с Наполеоном Бонапартом, которая 2 июля заняла Александрию, а через 5 дней вступила в Каир. До сентября 1801 года в стране установился оккупационный режим. Несмотря на происламские декларации, мусульманское население относилось к захватчикам настороженно и враждебно. В то же время местные христиане стали надёжной опорой новой власти. Отмена французами бытовых ограничений, налагавшихся ранее на зиммиев, вызывающая роскошь возвысившихся христиан, засилье «неверных» в государственном аппарате, торговле и даже в полиции, комплектовавшейся из греков и сирийцев, злоупотребления налоговых чиновников из числа христиан резко обострили межконфессиональные отношения в Египте. Во время антифранцузских восстаний в Каире и Дамиетте толпы мусульман громили христианские кварталы. После ухода французских войск из Египта османские власти стремились не допустить волны погромов христиан; казни и конфискации имущества христиан, сотрудничавшей с французами, не носили массового характера. Однако, удержать порядок в стране не удалось и в 1801—1805 годах Египет был охвачен гражданской смутой.
Спасаясь от насилия, Парфений II в конце 1804 года вынужден был бежать на Родос, где и скончался в 1805 году.